# Линжозеро (озеро, Вытегорский район)
Линжозеро — пресноводное озеро на территории Оштинского сельского поселения Вытегорского района Вологодской области.

## Физико-географическая характеристика
Площадь озера — 1,9 км². Располагается на высоте 239,6 метров над уровнем моря.
Форма озера продолговатая: оно более чем на два километра вытянуто с северо-запада на юго-восток. Берега каменисто-песчаные, местами заболоченные.
С северной стороны озера вытекает безымянная протока, впадающая в Яньдозеро, откуда вытекает река Сюрьга, впадающая в бессточное Шимозеро. Вместе с Яньдозером и Долгозером все четыре водоёма образуют бессточную область и принадлежат басейну реки Мегры, впадающей в Онежское озеро.
Острова на озере отсутствуют.
Населённые пункты вблизи водоёма отсутствуют.
Код объекта в государственном водном реестре — 01040100611102000020018.